# Alcol crotilico
L'alcol crotilico, o crotonil alcol, è un alcol insaturo. Si presenta come un liquido incolore moderatamente solubile in acqua e miscibile con la maggior parte dei solventi organici. Esistono due isomeri di questo alcol, un cis e un trans.
Si può sintetizzare per idrogenazione di crotonaldeide. Il composto è, però, di scarso interesse commerciale.